# Fritz Beindorff

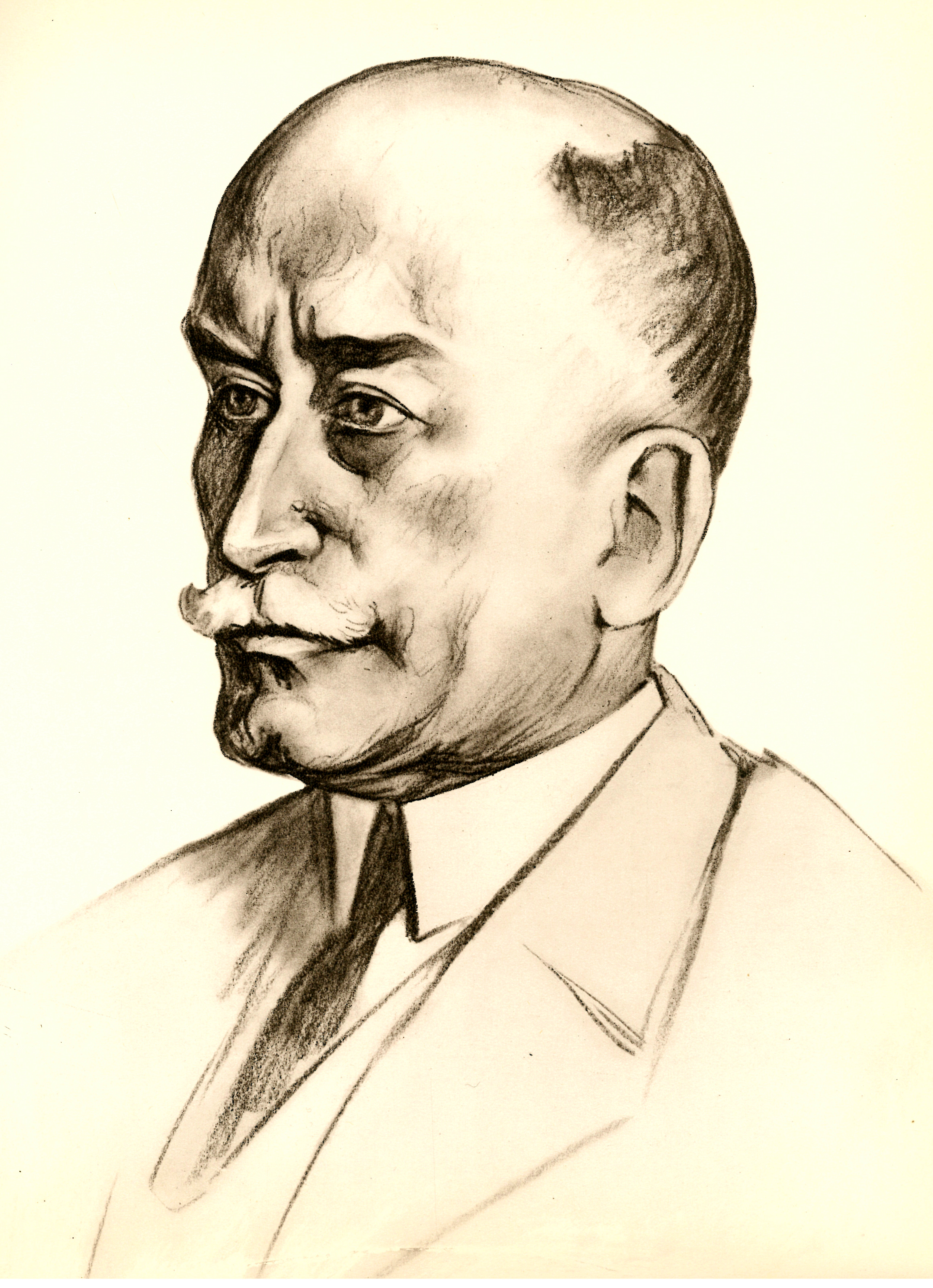
„Kommerzienrat Senator Beindorff“;
Zeichnung von August Heitmüller, um 1929

Fritz Beindorff (* 29. April 1860 in Essen; † 2. Juni 1944 auf Gut Auermühle im Kreis Gifhorn) war ein deutscher Kaufmann, Fabrikant, rumänischer Generalkonsul und preußischer Kommerzienrat, Kunstmäzen und vielfach geehrter Verbandsfunktionär.

## Leben
Fritz Beindorff war der Sohn des Obersteigers Friedrich Beindorff (1819–1868), eines Sohns des Obersteigers Carl Beindorff und der Sophie, geborene Ehring, sowie der Amalie (1823–1902), Tochter des Landwirts Johann Wilhelm Ruschen und der Anna-Christine, geborene Loigmann.
Er besuchte zunächst in Essen, dann in Düsseldorf die Oberrealschule. Dem folgte eine kaufmännische Lehre in Köln und Brüssel. Nach der Lehre erhielt er eine Anstellung in einem Schreibwarenladen in Hagen. Ab dem 16. September 1881 war er Handelsvertreter für die Firma Günther Wagner, aus der die Firma Pelikan hervorging. Als guter Kenner des Südostens erschloss er durch seine Geschäftsreisen die Märkte Südeuropas und des Balkans, so dass das Unternehmen in das damalige Österreich-Ungarn expandierte.

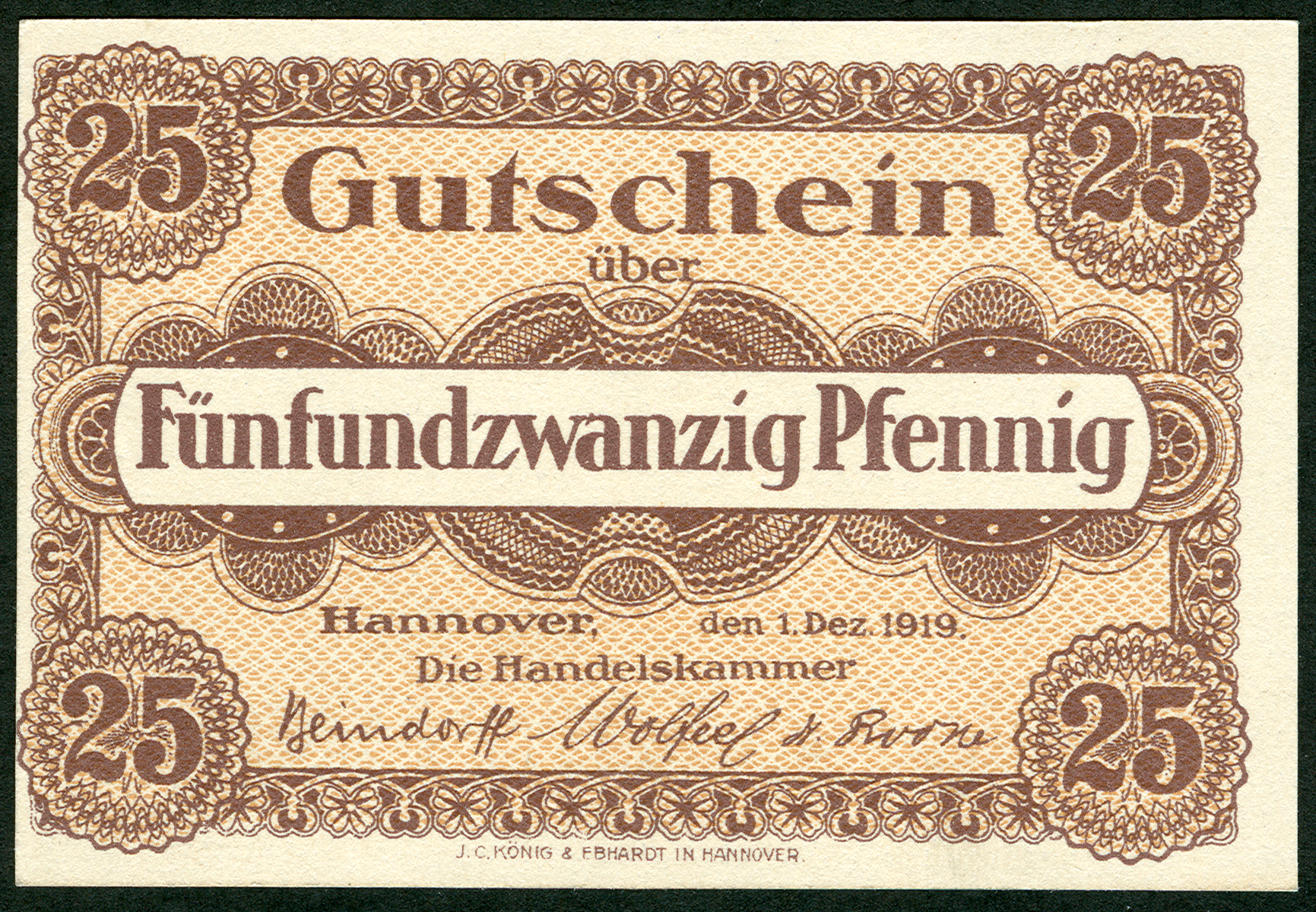
Unterschrift von Fritz Beindorff als Präsident der Handelskammer zu Hannover, Wolfeel, von Roon auf Notgeld über 25 Pfennig zu Beginn der Weimarer Republik;
1919 gedruckt von J. C. König & Ebhardt

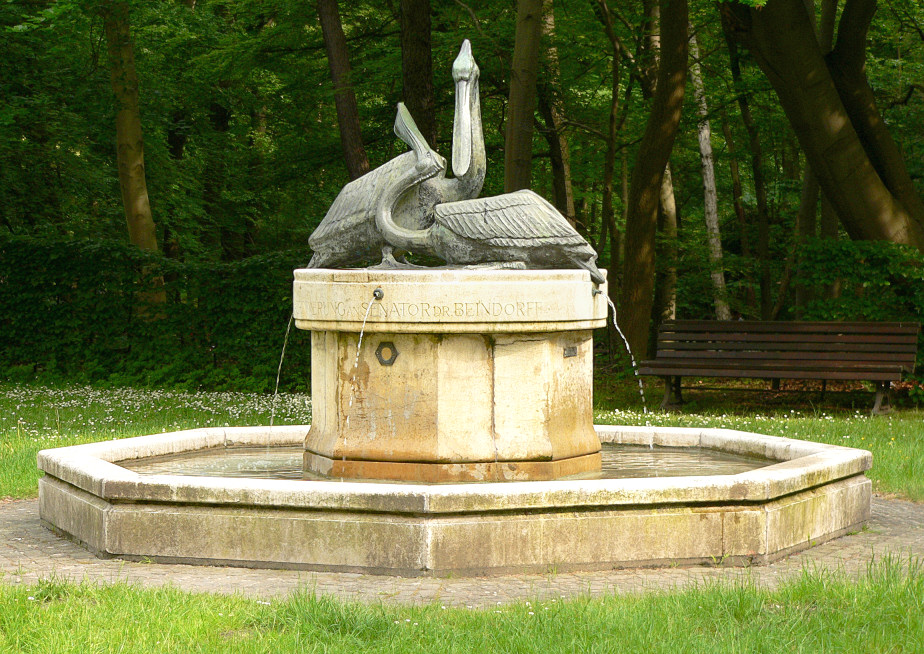
Der Fritz Beindorff gewidmete Brunnen am Rand des Stadtwalds Eilenriede in Hannover

Anschließend wurde er in die Leitung der Firma berufen, in der er ab 1887 Prokurist war. Am 12. Mai 1888 ehelichte er Elisabeth Wagner, die älteste Tochter des Firmeninhabers, und wurde am 1. Januar 1894 Teilhaber der Firma, 1895 dann Alleininhaber. Er führte die erfolgreiche Firmenpolitik seines Schwiegervaters weiter und machte aus Pelikan eine weltweit bekannte Marke. Da er sich sozial sehr engagierte und als Förderer der Kunst galt, erhielt er zahlreiche Ehrenämter.
1904 trat Beindorff der Handelskammer Hannover bei, wurde mitten im Ersten Weltkrieg 1917 zu deren Präsidenten gewählt, eine Funktion, die er bis 1922 wahrnahm. Unter Beindorffs Präsidentschaft wurde der Wirtschaftsbund Niedersachsen-Kassel sowie der Verkehrsverband Niedersachsen-Kassel gegründet. Später wurde er – in Anerkennung seiner Verdienste um die niedersächsische Wirtschaft – 1930 zum Ehrenpräsidenten der Industrie- und Handelskammer Hannover (IHK) ernannt.
Unterdessen war Beindorff von 1907 bis 1919 als Senator der Stadt Hannover aktiv gewesen. Zudem wurde er 1913 zum preußischen Kommerzienrat ernannt und agierte von 1930 bis 1936 als Generalkonsul von Rumänien.
1916 zählte Fritz Beindorff zu den Mitbegründern der Kestner-Gesellschaft, die er dann als Mitglied im Vorstand vertrat. Zur Zeit des Nationalsozialismus und bis 1936 handelte er als Vorstandsvorsitzender der Gesellschaft, die bald von der Schließung bedroht war. In seiner Position als Senator der Stadt Hannover setzte sich Beindorff zunächst für deren Weiterbestehen ein. Nachdem ein Verbot nicht mehr zu verhindern war, tat er doch sein Möglichstes, um die Interessen des Vereins zu schützen.
Fritz Beindorff stand als Meister vom Stuhl von 1923 bis 1930 der Freimaurerloge Zum Schwarzen Bär vor, in die er 1898 aufgenommen worden war.
Beindorff ließ zu Beginn des 20. Jahrhunderts das Gut Auermühle bei Steinhorst (Niedersachsen) (in der heutigen Samtgemeinde Hankensbüttel) im Süden der Lüneburger Heide erbauen. In einem Wald, ganz in der Nähe des Gutes, befindet sich auch das Mausoleum der Familie Beindorff.
Im später hannoverschen Stadtteil Kirchrode ließ sich die Familie ein heute denkmalgeschütztes Gebäudeensemble am Bünteweg 3 in einer von dem hannoverschen Gartendirektor Julius Trip gestalteten Parkanlage errichten.
Fritz Beindorff war Mitglied der Kaiser-Wilhelm-Gesellschaft zur Förderung der Wissenschaften.
Im November 1932 gehörte Beindorff zu den Unterzeichnern einer Eingabe von Industriellen und Bankiers an Paul von Hindenburg, die die Kanzlerschaft Hitlers forderte.

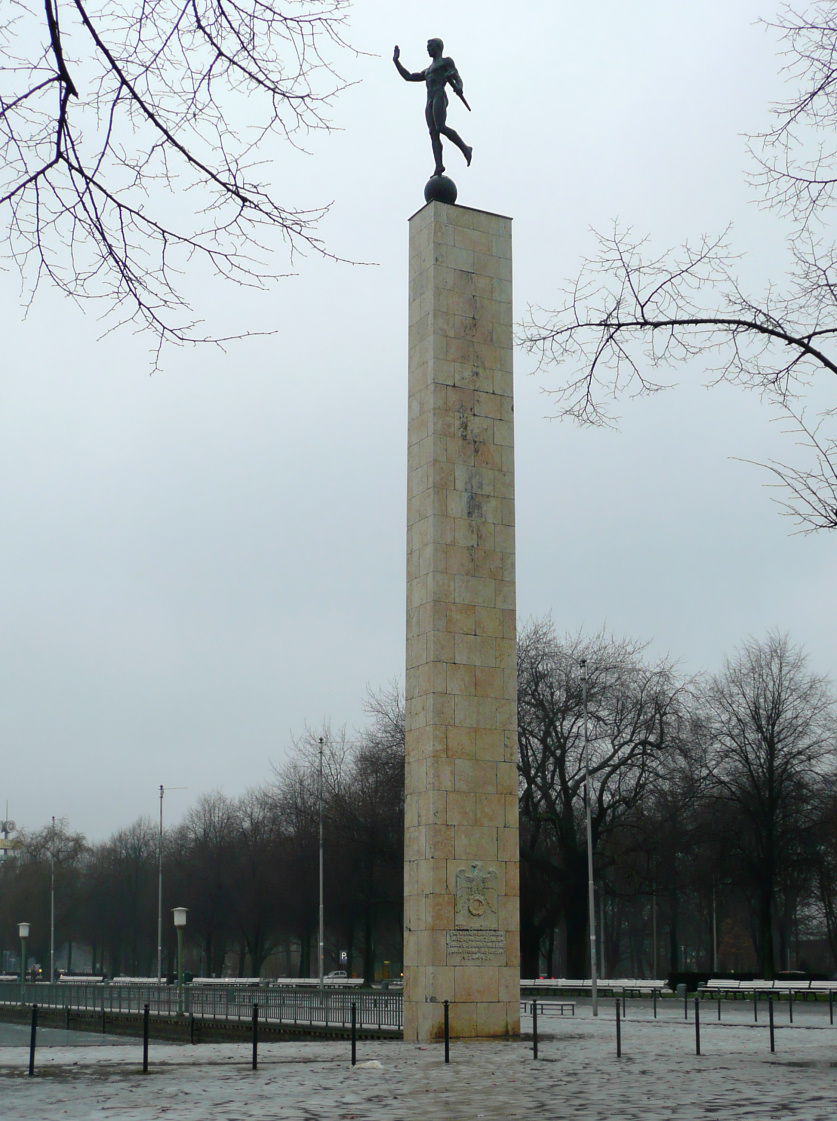
Fackelträgersäule am Maschsee

Für künstlerischen Schmuck am Nordufer des entstehenden Maschsees hatte Kommerzienrat Beindorff dem mit ihm befreundeten Oberbürgermeister Arthur Menge 50.000,- Reichsmark gestiftet, die anlässlich der Eröffnung des Maschsees in eine fast 20 Meter hohe Säule mit einem Fackelträger auf der Spitze flossen.

## Ehrungen
1930 verlieh die Technische Hochschule Hannover Fritz Beindorff die Ehrendoktorwürde (Dr.-Ing. E. h.). In Hannover wurde er am 27. April 1940 zum Ehrenbürger ernannt und im Stadtteil List ist die Fritz-Beindorff-Allee nach ihm benannt. Unmittelbar an ihr liegt der Fritz-Beindorff-Brunnen am Rand der Eilenriede. Diesen Brunnen zieren zwei bronzene Pelikane.

## Bewertung heute
2014 berief die Stadt Hannover einen Beirat zur Überprüfung, ob es bei Personen als Namensgeber für Straßen „eine aktive Mitwirkung im Nazi-Regime oder schwerwiegende persönliche Handlungen gegen die Menschlichkeit gegeben hat“. Er regte die Umbenennung der nach Beindorff benannten Straße an. Beindorff habe „den Betrieb von Zwangsarbeits- und einem Arbeitserziehungslager auf dem Firmengelände seines Unternehmens“ geduldet und davon profitiert. Nachfahren Beindorffs und die Firma Pelikan fordern – unter Hinweis auf dessen Demenz am Lebensende – eine Verstrickung Beindorffs zunächst zu erforschen, bevor eine Entscheidung getroffen werde.